# Ciorani (okręg Vrancea)
Ciorani – wieś w Rumunii, w okręgu Vrancea, w gminie Pufești. W 2011 roku liczyła 873
mieszkańców